# Jerzy Karski
Jerzy Karski (zm. 25 listopada 2021) – polski specjalista w zakresie medycyny ratunkowej, prof. dr hab.

## Życiorys
Obronił pracę doktorską, następnie uzyskał stopień doktora habilitowanego. 1 sierpnia 1989 nadano mu tytuł profesora w zakresie nauk medycznych. Został zatrudniony na stanowisku kierownika w Katedrze i Klinice Chirurgii Urazowej i Medycyny Ratunkowej na I Wydziale Lekarskim z Oddziałem Stomatologicznym Uniwersytetu Medycznego w Lublinie.
Był wiceprezesem w Zarządzie Głównym Polskiego Towarzystwa Lekarskiego, oraz honorowym członkiem Polskiego Towarzystwa Medycyny Ratunkowej, a także członkiem założycielem w lubelskim Klubie Rotariańskim.
Zmarł 25 listopada 2021.

## Odznaczenia i wyróżnienia
- Medal Komisji Edukacji Narodowej[1]
- Złoty Krzyż Zasługi[1]
- Krzyż Oficerski Orderu Odrodzenia Polski[1]